# 嫌な顔されながらおパンツ見せてもらいたい
『嫌な顔されながらおパンツ見せてもらいたい』（いやなかおされながらおパンツみせてもらいたい）は、同人誌サークル『アニマルマシーン』の40原による日本の同人誌。略称『嫌パン』。
色んな女性から蔑まれつつ下着を見せてもらうシチュエーションがテーマ。シリーズ累計発行部数は7万部を超える。

## 書籍

### 同人誌
本編
嫌な顔されながらおパンツ見せてもらいたい本
2015年12月発行。
メイドさん、JK、日焼けJK、ドジなメイド、シスターさん、OLさん、猫耳少女、アイドル
嫌な顔されながらおパンツ見せてもらいたい本2
2016年8月発行。
巫女さん、JC、婦警さん、浴衣ギャル、コスプレイヤー、ナースさん
嫌な顔されながらおパンツ見せてもらいたい本3
2017年8月発行。
歯科助手さん、保母さん、幼馴染、ウエイトレス、バレエ少女、冥界の神様
嫌な顔されながらおパンツ見せてもらいたい本4
2017年12月発行。
本屋の店員さん、CAさん、お金持ちの1人娘
嫌な顔されながらおパンツ見せてもらいたい本5
2018年12月発行。
チアリーダー、駅員さん、バンドJK、銀行のお姉さん、男の娘、雪女
嫌な顔されながらおパンツ見せてもらいたい本6
2019年8月発行。
海の家のお姉さん、地味っ子、和太鼓ちゃん、家庭教師、魔法少女、女騎士さん
嫌な顔されながらおパンツ見せてもらいたい本7
2019年12月発行。
ヴァンパイア・ゲレンデ少女、コーヒーショップのお姉さん、弓道部女子、ヨガインストラクター、アンドロイド
嫌な顔されながらおパンツ見せてもらいたい本8
2020年5月発行。
テニス少女、ツーリング好きなお姉さん、ロリ魔王、山ガール、水泳少女、幽霊少女
嫌な顔されながらおパンツ見せてもらいたい本9
2022年8月発行。
パーソナルトレーナー、バスガイドさん、コンカフェ嬢、エステティシャン、バレーボール少女、サキュバス
嫌な顔されながらおパンツ見せてもらいたい本10
2022年12月発行。
ゲーマー女子、ダンス部女子、地下アイドル、軍人さん、女医さん、エルフさん
嫌な顔されながらおパンツ見せてもらいたい本11
2023年8月発行。
生徒会長、プロゴルファー、コンビニ店員さん、受付嬢、ベビーシッター、女忍者
嫌な顔されながらおパンツ見せてもらいたい本12
2024年8月発行。
嫌な顔されながらおパンツ見せてもらいたい本13
2025年8月発行。
番外編
嫌な顔されながらおパンツ見せてもらいたい漫画
2016年12月発行。
JK
嫌な顔されながらおパンツ見せてもらいたいおまけ本
2016年12月発行。
嫌な顔されながらおパンツ見せてもらいたい合同本
2017年12月発行。
嫌な顔されながらおパンツ見せてもらいたい本おかわり
2018年8月発行。
嫌な顔されながらおパンツ見せてもらいたい アナザークリエイターイラスト集 その1
2018年8月発行。
嫌な顔されながらおパンツ見せてもらいたい本男子部
2018年12月発行。

#### 商業版
2022年8月2日より順次、ブリック出版が各電子書籍ストアで販売している。特にBookLiveでは漫画の巻をボイスコミック化して販売しており、男子役を浦和希、佐々木あやめ役を工藤夕希が担当している。

### 出版物

#### 小説
嫌な顔されながら子づくりさせてもらいたい
著者は上原りょう。フランス書院美少女文庫発行。2017年3月発売。ISBN 978-4-8296-6388-2。
嫌な顔されながらおパンツ見せてもらいたい 〜余はパンツが見たいぞ〜
著者は新木伸。挿絵は原作者でもある40原。出版前にWEB小説として公開されていた。下記のスピンオフを参照。

#### 漫画
嫌な顔されながらおパンツ見せてもらいたい 〜余はパンツが見たいぞ〜
新木伸の小説のコミカライズ（著者表記では脚本）。作画はキドジロウ。下記のスピンオフを参照。

#### 写真集
嫌な顔されながらおパンツ見せてもらいたい写真集
一迅社発行。2017年9月発売。グラビアタレントを被写体にした実写写真集。撮影青山裕企。モデル伊織もえ、倉持由香、水沢柚乃。ISBN 978-4-7580-1577-6。

## アニメ
主人公視点によるアニメ。全6話。2018年8月10日から12日まで開催のコミックマーケット94にて先行販売、13日にコミックとらのあなにて限定発売された。発売に先行して、2018年7月14日から8月18日までニコニコ動画にて週1話配信された。
2019年12月31日に第2作『嫌な顔されながらおパンツ見せてもらいたい2』が発売。2019年11月23日から12月28日までニコニコ動画で配信。
2025年8月、原作同人誌の初刊発行から10周年を記念した新作アニメ『嫌な顔されながらおパンツ見せてもらいたいR（リターンズ）』の制作が発表された。

### 製作
プロデューサーのSによって企画が行われた後、Sがコミックとらのあなを経由する形でアニメ化の企画が始動。
第2期ではとらのあなが支払った制作費がSから制作会社に支払われなかったため、終盤は監督の深瀬による自腹で制作された。

### 各話リスト・登場キャラクター
| 話数  | 名前           | 職業           | 声優       | 脚本           | 作画監督        | 配信日          |
| 第1期 | 第1期          | 第1期          | 第1期      | 第1期          | 第1期           | 第1期           |
| ----- | -------------- | -------------- | ---------- | -------------- | --------------- | --------------- |
| 第1話 | 伊東ちとせ     | メイド         | 石上静香   | 佐藤郁雄       | はっかく        | 2018年 7月14日  |
| 第2話 | yuina          | アイドル       | 長野佑紀   | 佐藤郁雄       | はっかく        | 7月21日         |
| 第3話 | 高山マリア     | シスター       | 秦佐和子   | 佐藤郁雄       | はっかく        | 7月28日         |
| 第4話 | 出雲いおり     | 巫女           | 赤﨑千夏   | 佐藤郁雄       | 森悦史          | 8月4日          |
| 第5話 | 棚橋美鈴       | ナース         | 古賀葵     | 佐藤郁雄       | 成松義人        | 8月11日         |
| 第6話 | 瀬賀あいり     | 女子高生       | 佳村はるか | 佐藤郁雄       | はっかく        | 8月18日         |
| 第2期 |                |                |            |                |                 |                 |
| 第1話 | 伊東ちとせ     | メイド         | 石上静香   | 新木伸         | はっかく        | 2019年 11月23日 |
| 第2話 | 双葉夢乃、華乃 | 双子           | 竹達彩奈   | むらさきゆきや | 成松義人 近松直 | 11月30日        |
| 第3話 | 松浦詩織       | 本屋の店員さん | 上田麗奈   | あまうい白一   | 荒井梨沙        | 12月7日         |
| 第4話 | 早川菜摘       | 歯科助手       | 上坂すみれ | 新木伸         | はっかく        | 12月14日        |
| 第5話 | 藤野莉子       | JC             | 高森奈津美 | 柑橘ゆすら     | 森悦人 近松直   | 12月21日        |
| 第6話 | 高山マリア     | シスター       | 秦佐和子   | 三木なずな     | はっかく        | 12月28日        |

### スタッフ
|                                          | 第1期                          | 第2期                          |
| ---------------------------------------- | ------------------------------ | ------------------------------ |
| 原作 監修（第1期）                       | 40原                           | 40原                           |
| 監督 撮影監督（第2期）                   | 深瀬沙哉                       | 深瀬沙哉                       |
| 絵コンテ 演出（第1期）                   | 渡邊奈々、石橋明日香、高山美翠 | 渡邊奈々、石橋明日香、高山美翠 |
| キャラクターデザイン 総作画監督（第1期） | はっかく                       | はっかく                       |
| 色彩設計 指定検査                        | 中村里沙                       | 中村里沙                       |
| 編集・撮影                               | UWAN Pictures                  | UWAN Pictures                  |
| 編集・撮影                               | -                              | 佐藤郁雄                       |
| 音響監督                                 | 納谷僚介                       | 納谷僚介                       |
| 音楽制作                                 | F.I.X.RECORDS                  | F.I.X.RECORDS                  |
| プロデュース 企画（第2期）               | 佐藤郁雄                       | 佐藤郁雄                       |
| アニメーション制作                       | UWAN PICTURES                  | UWAN PICTURES                  |
| アニメーション制作                       | A-Real（第1期では制作協力）    |                                |
| 制作                                     | とらのあな                     | とらのあな                     |

### 主題歌
「NEXT STAGE」
津田朱里における第1期主題歌。作詞は水無月明、作曲は石川真也、編曲は衣笠道雄。

### プロデューサーによる制作費持ち逃げ問題
本作の企画は、プロデューサーのSによって行われた。まずSが原作者の40原にメールで企画書を提出。しかし、企画書が僅か1枚しかなかった為に不審に思った40原が無視し、一旦は流れた。その後、Sがコミックとらのあな（以下、とらのあな）を経由する形でアニメ化の企画が始動。
しかし、その後はトラブルが多発。例として、40原がSに版権イラストの修正を依頼するも返信が届かず、修正指示が無視され、そのことを問い合わせると「直すとは言っていない」と返答され、怒った40原は改めてアニメーターに修正を依頼するとともに制作者にこのような不義理をするなと警告するも、納品直前に「原作者の要望」という理由で深瀬に修正を依頼するということなどがあった。
その為、第2期を作るにあたり、互いのやり取りを見えるようにする為、40原、S、そして監督であり本作品の元請けを担当した制作会社「UWAN Pictures」の代表を務める深瀬沙哉（以下、深瀬）の3人でチャットツールChatworkを利用した。しかし、Sはチャットを使わず個別で電話を使って連絡するようになり、やがてメールのみでしかやり取りしなくなっていった。
第2期が納品され、配信も行われている段階で、深瀬に対し、Sが「リテイクが直っていないので納品されたとは認めない」という理由で納品・制作費の振り込みを拒否。その為、深瀬は制作を受注・出資したとらのあなに問い合わせたが、同社ではBlu-ray Discの箱詰めを行われていると連絡。更に、2019年の年明け、深瀬宛にSの弁護士より1月中のリテイクの提出を求める内容証明が送られ、その後も弁護士との話がまとまらぬまま契約の打ち切りと制作費の支払い拒否がメールで通達された。
その為、深瀬が用意した弁護士とSの弁護士、そしてとらのあなの3社で談合の場を設けようとするもS側から拒否され、最終的に他社からSに振り込まれた金とSの口座から回収するも、持ち逃げされた金額は回収できず、最終的に訴訟を起こしたが、前後してSは失踪。法廷に姿を現さず、欠席判決で深瀬が勝訴し、控訴期間を過ぎても反応はなかった。

## スピンオフ
嫌な顔されながらおパンツ見せてもらいたい 〜余はパンツが見たいぞ〜
2019年1月より40原の許諾の下、小説家になろうで新木伸によるスピンオフ小説が掲載されている。
2019年5月よりとなりのヤングジャンプ、ニコニコ静画でキドジロウ作画、新木伸脚本による漫画版を配信。

### 登場人物
豪徳寺一声（ごうとくじ イッセー）
主人公。公立高校に通う17歳で、12歳から豪徳寺グループ当主を継いでいる。文武両道でお金持ちのお坊ちゃんだったが、突如「パンツが見たい」という感情が覚醒、その衝動に駆られると億の大金を縦積みしてでも見たいと思うようになる。頭脳明晰で記憶力もずば抜けているが、空気を読むのが不得手で恋愛感情には疎い。8歳の頃には医師免許も習得している。
トラックに轢かれ危篤状態となり冥界へ送られるが、一時的に生き返った後に黄泉返る。
伊藤ちとせ
幼い頃から仕えているイッセーのメイド。嫌々ながらもイッセーに助言をする。司曰く資格魔と言われるほどいろいろな資格を習得している。
実田菜々子（みた ななこ）
後輩メイド。ドジっ子で主人であるイッセーには盲目的に従う。
藤野咲子（ふじの ニコ）
イッセーのクラスメイトのギャルJK。ファミレスでアルバイトをしている。エンコーをしているとの噂もあるが、中学時代は地味な子だった。莉子という中学生の妹がいる。
松浦詩織（まつうら しおり）
駅前の書店の店員。本好きで休みの日は図書館に通っている。
アヌビス
冥界の神。天秤で死者の罪を量る。私生活はポンコツな駄神。ミイラ作りが趣味。
イッセーが黄泉返った後、自堕落生活がよほど気に入ったのか、ミイラ化して古代エジプトから数千年かけて現在に送り届けられ、豪徳寺家の押し掛け居候になるも、殺してでもイッセーを連れて行こうとしたために彼といおりに返り討ちにされる。
出雲いおり
巫女。邪気を視る力を持っており、イッセーを除霊しようとしているが成功していない。
アメミット
アヌビスのペット。冥界の凶獣だが、妙に人間臭い。
司（つかさ）
民間旅客機のCA（キャビン・アテンダント）。ちとせとは同級生だった。

### 書籍
小説版
フランス書院BJノベル発行。（1巻の巻末に2020年2月に2巻発売予定と記載あり）
- 第1巻 2019年6月12日発行。ISBN 978-4-8296-8891-5

漫画版
集英社ヤングジャンプコミックス発行。2巻の続き（19~21話分）は、となりのヤングジャンプにて無料公開されている（更新は2019年12月で停止中）
- 第1巻 2019年9月19日発行。(1~9話分)
- 第2巻 2019年12月24日発行。(10~18話分)

## コラボレーション

### ゲーム
デタリキZ 特別防衛局隊員の日常
DMM GAMESで配信されているネットゲームで、ジャンルはフル3D美少女RPG。
コラボイベントの開催期間は2025年8月7日より8月20日まで。
嫌パンから、伊藤ちとせ、瀬賀あいり、高山マリア、yuinaが登場する。

## フィギュア
- ダイキ工業発売。

1/6スケール PVC製塗装済み完成品フィギュア
- メイドの伊東ちとせさん
- メイドの伊東ちとせさん クラシックブラウンver.
- 巫女さんの出雲いおり

- スカイチューブ

1/6スケール PVC製塗装済み完成品フィギュア
- 伊東ちとせ illustration by 40原 DX Ver.

- 絵梦トイズ

1/7スケール 塗装済完成品スケールフィギュア
- アイドルのYuina